# Vittorio Gregotti
Vittorio Gregotti, född 10 augusti 1927 i Novara i Piemonte, död 15 mars 2020 i Milano, var en italiensk arkitekt. Han var chef för arkitektstudion Gregotti Associati som är känd bl.a. för att ha ritat Centro Cultural de Belém i Lissabon, Operateatern Arcimboldi i Milano samt flera universitetetscampus som exempelvis universitetet i Kalabrien. Hans studio var även ansvarig för renoveringen av Olympiastadion i Barcelona inför de Olympiska sommarspelen 1992.
Gregotti avled 2020 till följd av covid-19.